# PREMIUM (プロレス)
PREMIUM（プレミアム）は、蝶野正洋がプロデュースしていたプロレス興行。

## 概要
新日本プロレスの蝶野正洋を筆頭に新日本の所属選手が参戦しているため、新日本のブランド扱いに思れるものの蝶野は「団体の枠を取り払っている。やりたいのであればどの選手も参加できる」と豪語している。

## 大会一覧

### 第1回
- 日時 : 2008年5月5日
- 場所 : 後楽園ホール
- 観衆 : 2,005人（超満員札止め）

| 第1試合 30分1本勝負                    |                                               |                           |
| ○高岩竜一 崔領二                       | 13分25秒 デスバレーボム                       | 本間朋晃 × 石井智宏       |
| 第2試合 30分1本勝負                    |                                               |                           |
| ○スーパー・ストロング・マシン ヒロ斎藤 | 12分21秒 ヒロのセントーン                     | 外道 × 邪道               |
| 第3試合 30分1本勝負                    |                                               |                           |
| ○大森隆男 長井満也 田中将斗            | 9分44秒 アックスボンバー                      | AKIRA × 越中詩郎 長州力   |
| 第4試合 30分1本勝負                    |                                               |                           |
| ○藤波辰爾 獣神サンダー・ライガー       | 10分34秒 ドラゴン・スリーパー                 | タイガーマスク × 天山広吉 |
| 第5試合 30分1本勝負                    |                                               |                           |
| ○中西学                                | 24分30秒 ジャーマン・スープレックス・ホールド | 吉江豊 ×                  |
| 第6試合 30分1本勝負                    |                                               |                           |
| ○蝶野正洋 佐藤耕平                     | 15分36秒 STS                                  | 関本大介 × 大谷晋二郎     |

### 第2回
- 日時 : 2008年6月27日
- 場所 : 後楽園ホール
- 観衆 : 1,500人

| 第1試合 30分1本勝負トーナメント1回戦      |                             |                                         |
| ○ ヒロ斎藤 スーパー・ストロング・マシン   | 7分37秒 セントーン          | 長井満也 × 崔領二                       |
| 第2試合 30分1本勝負トーナメント1回戦      |                             |                                         |
| ○ 大森隆男 藤波辰爾                       | 9分40秒 アックスボンバー    | 佐藤耕平 × 越中詩郎                     |
| 第3試合 30分1本勝負トーナメント1回戦      |                             |                                         |
| ○ 天山広吉 大谷晋二郎                     | 12分28秒 TTD                | 長州力 × 田中将斗                       |
| 第4試合 30分1本勝負トーナメント1回戦      |                             |                                         |
| ○ 獣神サンダー・ライガー 中西学           | 11分35秒 掌底               | 蝶野正洋 × 吉江豊                       |
| 第5試合 30分1本勝負トーナメント準決勝     |                             |                                         |
| ○ 大谷晋二郎 天山広吉                     | 9分42秒 コブラホールド      | スーパー・ストロング・マシン × ヒロ斎藤 |
| 第6試合 30分1本勝負トーナメント準決勝     |                             |                                         |
| ○ 中西学 獣神サンダー・ライガー           | 12分42秒 ヘラクレスカッター | 大森隆男 × 藤波辰爾                     |
| 第7試合 時間無制限1本勝負トーナメント決勝 |                             |                                         |
| ○ 天山広吉 大谷晋二郎                     | 17分46秒 アナコンダバイス   | 獣神サンダー・ライガー × 中西学         |
| 天山・大谷組が優勝。                      |                             |                                         |

### 第3回
- 日時 : 2008年8月30日
- 場所 : 後楽園ホール
- 観衆 : 1,500人

| 第1試合 20分1本勝負 PREMIUM. SUPER-J -乱舞 ranbu-     |                                          |                              |
| ○ 日高郁人 大石真翔 MIKAMI                            | 12分21秒 野良犬ハイキック                | GENTARO × 藤田峰雄 稔        |
| 第2試合 20分1本勝負 PREMIUMスペシャルシングルマッチ   |                                          |                              |
| ○ 佐藤耕平                                            | 8分33秒 反則                             | 本間朋晃 ×                   |
| 第3試合 30分1本勝負 PREMIUM. SUPER-J -騒乱 sohran-    |                                          |                              |
| ○ タイガーマスク ザ・グレート・サスケ エル・サムライ  | 11分44秒 変型チキンウィング アームロック | TAKEMURA × MAZADA NOSAWA論外 |
| 第4試合 30分1本勝負 PREMIUM SYMMETRY                  |                                          |                              |
| ○ 田中将斗 長州力                                     | 9分44秒 スライディングD                  | 平澤光秀 × 永田裕志          |
| 第5試合 30分1本勝負 PREMIUM. SUPER-J -乱脈 ran-myaku- |                                          |                              |
| ○ 獣神サンダー・ライガー 近藤修司                     | 12分21秒 掌底                            | 高岩竜一 × M・岸和田         |
| 第6試合 30分1本勝負 PREMIUM スペシャルシングルマッチ  |                                          |                              |
| △ 蝶野正洋                                            | 30分00秒 時間切れ引き分け                | 大森隆男 △                   |
| 第7試合 30分1本勝負 PREMIUM BIG.4 SUBLIMATION         |                                          |                              |
| ○ 吉江豊 大谷晋二郎                                   | 22分31秒 ダイビング・ボディ・プレス      | 中西学 × 天山広吉            |

### 第4回
- 日時 : 2008年10月2日
- 場所 : 後楽園ホール
- 観衆 : 1,100人

| 第1試合 30分1本勝負 ROAD to SUPER J-CUP "J-unction"  |                                      |                       |
| 獣神サンダー・ライガー × エル・サムライ              | 9分55秒 前方回転エビ固め             | NOSAWA論外 ○ MAZADA   |
| 第2試合 30分1本勝負 ROAD to SUPER J-CUP "J-ustice"   |                                      |                       |
| × 内藤哲也                                           | 9分33秒 ツイスター2                  | 望月成晃 ○            |
| 第3試合 30分1本勝負 ROAD to SUPER J-CUP "J-udgement" |                                      |                       |
| ○ タイガーマスク                                     | 10分22秒 チキンウイング アームロック | TAKEMURA ×            |
| 第4試合 30分1本勝負 PREMIUM CAPITAL                  |                                      |                       |
| 蝶野正洋 × 佐藤耕平                                  | 9分56秒 スライディングD              | 長州力 田中将斗 ○     |
| 第5試合 30分1本勝負 PREMIUM CONTRACT                 |                                      |                       |
| ○ 棚橋弘至                                           | 20分40秒 ハイフライフロー            | 金本浩二 ×            |
| 第6試合 30分1本勝負 PREMIUM SURPLUS                  |                                      |                       |
| ○ 中西学 吉江豊                                      | 19分00秒 ジャーマン・スープレックス  | 大谷晋二郎 関本大介 × |

### 第5回
- 日時 : 2008年12月26日
- 場所 : 後楽園ホール
- 観衆 : 1,200人

| 第1試合 10分1本勝負 PREMIUM FUTURE I                                  |                                     |                                |
| ○大谷晋二郎                                                           | 5分12秒 ラクダ固め                  | 岡田かずちか×                  |
| 第2試合 10分1本勝負 PREMIUM FUTURE II                                 |                                     |                                |
| ○中西学                                                               | 5分8秒 アルゼンチンバックブリーカー | 植田使徒×                      |
| 第3試合 10分1本勝負 PREMIUM FUTURE III                                |                                     |                                |
| ○吉江豊                                                               | 4分16秒 逆エビ固め                  | 吉橋伸雄×                      |
| 第4試合 30分1本勝負 ROAD to SUPER J-CUP "PREMIUM APPETIZER"           |                                     |                                |
| ミラノコレクションA.T. ×エル・サムライ                                | 13分45秒 片エビ固め                 | 高岩竜一 日高郁人○             |
| 第5試合 30分1本勝負 PREMIUM ENTRÉE                                    |                                     |                                |
| 長州力 ○関本大介                                                      | 10分55秒 原爆固め                   | 佐藤耕平 浪口修×               |
| 第6試合 30分1本勝負 ROAD to SUPER J-CUP "PREMIUM POISSON"             |                                     |                                |
| 獣神サンダー・ライガー ○AKIRA                                         | 15分23秒 体固め                     | ウルティモ・ドラゴン 藤田峰雄× |
| 第7試合 30分1本勝負 PREMIUM VIANDE 狼群団vsコンプリート・プレイヤーズ |                                     |                                |
| ○蝶野正洋 天山広吉 ヒロ斎藤                                           | 14分57秒 片エビ固め                 | 田中将斗 邪道× 外道            |